# Otto Zänker

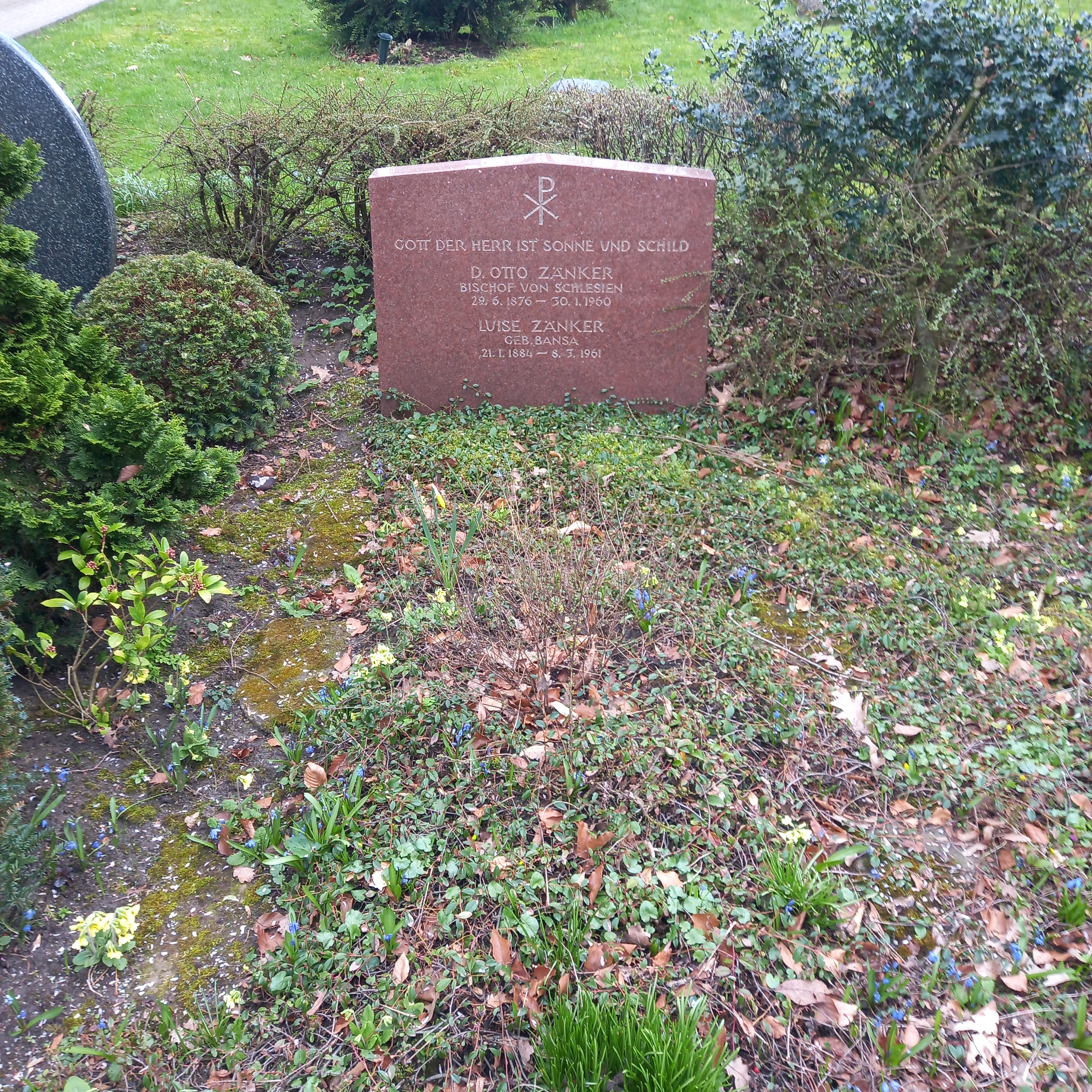
Das Grab von Otto Zänker und seiner Ehefrau Luise geborene Bansa auf dem Neuen Zionsfriedhof Bethel in Bielefeld

Otto Ewald Paul Zänker (* 29. Juni 1876 in Herzkamp, Amt Haßlinghausen, Kreis Hagen, Provinz Westfalen; † 30. Januar 1960 in Bielefeld) war ein deutscher evangelisch-lutherischer Theologe.

## Werdegang
Otto Zänker wurde im Pfarrhaus der Gemeinde Herzkamp als Sohn eines evangelischen Pfarrers geboren. Er besuchte das Gymnasium in Barmen und studierte von 1895 bis 1898 in Erlangen, Greifswald und Halle Evangelische Theologie und wurde Mitglied der dortigen Wingolfsverbindungen. Später wurde er auch Mitglied des Münsterschen (1922) und des Breslauer Wingolf (1932). Nach dem zweiten theologischen Examen betreute er drei Jahre am Tholuck-Konvikt in Halle Studenten. 1906 erhielt er an der Universität Erlangen das Lizentiat. Er wirkte ab 1905 als Vereinsgeistlicher der Inneren Mission in Godesberg und ab 1908 Pfarrer in Viersen. 1912 wurde er Studiendirektor am Evangelischen Predigerseminar in Soest und 1914 Konsistorialrat und I. Pfarrer in Münster.
1925 wurde er zum Generalsuperintendenten für die Regierungsbezirke Breslau und Oppeln in Breslau ernannt und 1933 zum Bischof der Kirchenprovinz Schlesien. Dies war auch der Beginn des Kirchenkampfes, der durch das Wirken der Deutschen Christen ausgelöst wurde. 1934 trat er dem Lutherischen Rat bei, der zur Profilierung der lutherischen Position innerhalb der Bekennenden Kirche gebildet wurde. In der folgenden Zeit betonte er stets die große Bedeutung des lutherischen Bekenntnisses für die schlesische Kirchenprovinz und setzte sich für eine gastweise Mitgliedschaft seiner Kirchenprovinz im Lutherrat ein. Der Kirchenkampf in Schlesien wurde von 1935 bis 1939 besonders auf dem Gebiet der theologischen Prüfungen ausgetragen. Zänker als Vorsitzender der Prüfungskommission schloss im Juli 1935 Vertreter der Deutschen Christen wegen Irrlehre aus der Kommission aus und berief neue Mitglieder und Vertreter der Naumburger Synode. Trotz des Protestes des Evangelischen Oberkirchenrats gab Zänker nicht nach. 
Im Herbst 1937 unterzeichnete er Die Erklärung der 96 evangelischen Kirchenführer gegen Alfred Rosenberg wegen dessen Schrift Protestantische Rompilger.
Als er sich auch dem Verbot von Reichskirchenminister Hanns Kerrl widersetzte, weiterhin Prüfungen durchzuführen, wurde er beurlaubt. Zänker lenkte nun ein und bildete die Kommission teilweise um. Als sich Zänker jedoch einem am 24. April 1939 durch Kerrl verhängten Redeverbot widersetzte, wurde 1941 wegen Nähe zur Bekennenden Kirche seine Zwangspensionierung durchgesetzt. Er amtierte aber bis zu seiner Ausweisung im Januar 1945 weiter.
Nach Kriegsende schuf er als Vorsitzender im Evangelischen Johannes-Werk in Bielefeld einen Sammelpunkt für die vertriebenen schlesischen Pfarrer und Gläubigen. Er war auch Vorsitzender der Gemeinschaft der evangelischen Schlesier und Präsident des Schlesischen evangelischen Kirchentages.

## Ehrungen
- 1953: Großes Verdienstkreuz mit Stern der Bundesrepublik Deutschland

## Veröffentlichungen (Auswahl)
- Der Primat des Willens vor dem Intellekt bei Augustin, Gütersloh: C. Bertelsmann 1907 (Dissertation).
- Grundlinien der Theologie Martin Kählers, in: Beiträge zur Förderung christlicher Theologie, hg. von A. Schlatter und W. Lütgert, Gütersloh: C. Bertelsmann 1914.
- Der Krieg als Erzieher, Kassel: Furche-Verlag 1915.
- Neumystik und evangelischer Glaube, Witten: Westdeutscher Luther-Verlag 1918.
- Die Gottesoffenbarung der Bibel. Vorträge zur Einführung in die Bibel. Leipzig: Deichert 1920.
- Katholische und evangelische Frömmigkeit (= Protestantische Studien, Heft 2). Berlin: Verlag des Evangelischen Bundes 1926.
- Seelsorge an Gebildeten, Gütersloh: C. Bertelsmann 1930.
- Die Ordnung des kirchlichen Lebens nach Sinn und Ziel, Berlin: Röttger 1931.
- Es gibt nur eine Wahrheit, Bielefeld: Bechauf 1954.
- Das hohepriesterliche Gebet Jesu. Meditationen zu Johannes 17, Bielefeld: Bechauf 1956.